# Peziza fimeti
Peziza fimeti (Fuckel) E.C. Hansen – gatunek grzybów z rodziny kustrzebkowatych (Pezizaceae).

## Systematyka i nazewnictwo
Pozycja w klasyfikacji według Index Fungorum: Peziza, Pezizaceae, Pezizales, Pezizomycetidae, Pezizomycetes, Pezizomycotina, Ascomycota, Fungi.
Po raz pierwszy opisał go w 1871 r. Leopold Fuckel, nadając mu nazwę Humaria fimeti. W 1877 r. Emil Christian Hansen przeniósł go do rodzaju Peziza. Niektóre inne synonimy:
- Aleuria fimeti (Fuckel) Boud. 1907
- Galactinia fimeti (Fuckel) Svrček & Kubička 1961[2].

## Morfologia
Wytwarza małe, jasnobrązowe owocniki w kształcie miseczki o średnicy do 2 cm. Worki cylindryczne lub prawie cylindryczne o długości do 280 µm i średnicy do 18 µm. Askospory elipsoidalne o wymiarach 8 × 16 µm.

## Zasięg występowania i siedlisko
Występuje w Ameryce Północnej, Europie, Azji, Australii i na Nowej Zelandii. W Polsce po raz pierwszy jego stanowiska podano w 2019 r. Aktualne stanowiska podaje także internetowy atlas grzybów. Znajduje się w nim na liście gatunków zagrożonych i wartych objęcia ochroną.
Grzyb koprofilny rozwijający się na odchodach zwierząt roślinożernych.